# Bobrov
Bobrov je naseljeno mjesto u okrugu Námestovo u Žilinskom kraju u Slovačkoj.

## Stanovništvo
| Godina:     | 1993. | 2003.   | 2013.    | 2023.    |
| ----------- | ----- | ------- | -------- | -------- |
| Broj ljudi: | 1427  | 1533    | 1713     | 2042     |
| Razlika:    |       | +7,42 % | +11,74 % | +19,20 % |

| Godina:     | 2022. | 2023.   |
| ----------- | ----- | ------- |
| Broj ljudi: | 1983  | 2042    |
| Razlika:    |       | +2,97 % |

Prema podatcima o broju stanovnika iz 2023. godine naselje je imalo 2042 stanovnika.

## Vanjske poveznice
|  | Zajednički poslužitelj ima još gradiva o temi Bobrov |

- Službena stranica naselja (sl.)